# مناره مسجد میدان
مناره مسجد میدان مربوط به سدهٔ ۵ ه‍.ق است و در ساوه، میدان انقلاب، مسجد سرخ واقع شده است. این اثر در تاریخ ۱۵ دی ۱۳۱۰ با شمارهٔ ثبت ۱۵۵ به‌عنوان یکی از آثار ملی ایران به ثبت رسیده است.

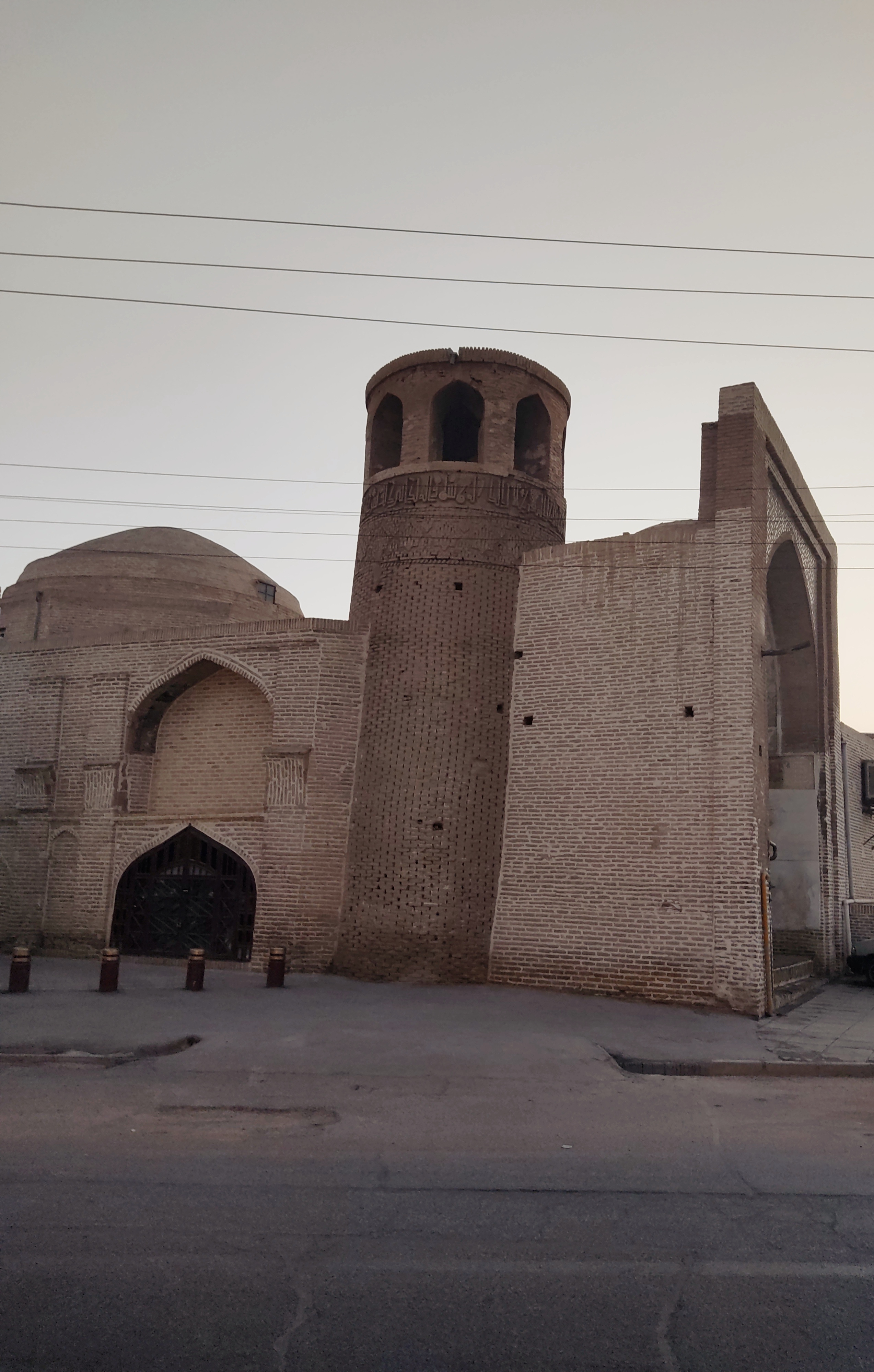
مناره مسجد میدان، شهریور ۱۴۰۰